# Hypotrachyna adaffinis
Hypotrachyna adaffinis är en lavart som beskrevs av Sipman. Hypotrachyna adaffinis ingår i släktet Hypotrachyna och familjen Parmeliaceae.   Inga underarter finns listade i Catalogue of Life.